# 汚れなき悪戯/星めぐり
『汚れなき悪戯/星めぐり』（けがれなきいたずら/ほしめぐり）は、1975年3月1日に発売された、豊川誕の初のオリジナルアルバムである。

## 収録曲

### LP
A面
1. 汚れなき悪戯
2. オリビアの調べ
3. 時には母のない子のように
4. 夜と朝のあいだに
5. 17才
6. 空に太陽がある限り

B面
1. 男の子女の子
2. ふたりの日曜日
3. 赤い風船
4. ミドリ色の屋根
5. 湖の決心
6. 星めぐり

### CD
1. 汚れなき悪戯
2. オリビアの調べ
3. 時には母のない子のように
4. 夜と朝のあいだに
5. 17才
6. 空に太陽がある限り
7. 男の子女の子
8. ふたりの日曜日
9. 赤い風船
10. ミドリ色の屋根
11. 湖の決心
12. 星めぐり